# HD 60532
HD 60532 (HR 2906 / GJ 279 / HIP 36795) es una estrella en la constelación de Puppis. 
Con magnitud aparente +4,46, es visible a simple vista.
Desde 2008 se conoce la existencia de dos planetas extrasolares en órbita alrededor de esta estrella.
Aunque en la base de datos SIMBAD HD 60532 aparece catalogada como estrella de tipo-F de la secuencia principal de tipo F6V, se piensa que puede estar evolucionando a subgigante (F6IV-V).
Con una temperatura superficial de 6095 K, es 8,6 veces más luminosa que el Sol.
Tiene una masa de 1,44 masas solares y rota con una velocidad igual o mayor a 8 km/s.
A fecha de 2009, sólo se conoce la existencia de otra estrella más masiva que el Sol que albergue más de un planeta (HD 169830).
HD 60532 posee un contenido relativo de hierro notablemente menor que el solar ([Fe/H] = -0,42), lo que no es habitual en planetas con sistemas planetarios.
Las abundancias relativas de otros elementos como oxígeno, sodio, magnesio, silicio y titanio siguen la misma tendencia.
Su edad se estima en 2700 millones de años y dista 84 años luz del sistema solar.

## Sistema planetario
Los planetas orbitan alrededor de HD 60532 a una distancia media de 0,77 y 1,58 UA. Sus respectivas masas —considerando una inclinación del plano orbital de aproximadamente 20º— equivalen a 3,15 y 7,46 veces la masa de Júpiter.
Ambos períodos orbitales parecen estar en resonancia 3:1.
| Acompañante (En orden desde la estrella) | Masa (MJ) | Período orbital (días) | Semieje mayor (UA) | Excentricidad |
| ---------------------------------------- | --------- | ---------------------- | ------------------ | ------------- |
| HD 60532 b                               | 3,15      | 201,83 ± 0,14          | 0,77               | 0,278 ± 0,006 |
| HD 60532 c                               | 7,46      | 607,06 ± 2,1           | 1,58               | 0,038 ± 0,008 |